# مارتن فينك
مارتن فينك (بالألمانية: Martin Fink)‏ هو سياسي ألماني، ولد في 5 فبراير 1950 في ميونخ في ألمانيا. حزبياً، نشط في الاتحاد الاجتماعي المسيحي. وقد انتخب عضو مجلس الشورى الموحد لبافاريا.